# Ernest Torrence
Ernest Torrence (właśc. Ernest Torrance-Thomson; ur. 26 czerwca 1878 w Edynburgu, zm. 15 maja 1933 w Nowym Jorku) – szkocki aktor filmowy.

## Wybrana filmografia
- 1921: Tchórz jako Luke Hatburn
- 1923: Karawana jako Jackson
- 1929: Pustynne noce jako Lord „Steve” Stonehill
- 1931: Fighting Caravans jako Bill Jackson
- 1933: I Cover the Waterfront jako Eli Kirk

## Wyróżnienia
Posiada swoją gwiazdę na Hollywoodzkiej Alei Gwiazd.